# Lec Vuksani
Lec Vuksani (ur. 29 maja 1939 w Szkodrze) – albański aktor.

## Życiorys
Po ukończeniu szkoły średniej w Szkodrze podjął studia w szkole aktorskiej im. Aleksandra Moisiu, działającej przy Teatrze Ludowym w Tiranie. Po ukończeniu studiów występował na deskach Teatru Migjeni w Szkodrze, a także w Teatrze Opery i Baletu.
W roku 1963 zadebiutował na dużym ekranie niewielką rolą w filmie fabularnym Detyrë e posaçme (reż. Kristaq Dhamo). W swoim dorobku artystycznym miał 16 ról filmowych.

## Role filmowe
- 1963: Detyrë e posaçme
- 1964: Toka jonë
- 1964: Plagë të vjetra
- 1972: Odiseja e tifozave
- 1974: Rrugicat që kërkonin diell jako Jego Wysokość
- 1977: Cirku në fshat jako przewodniczący kooperatywy
- 1979: Përtej mureve të gurta jako Muharrem aga
- 1979: Ne vinim nga lufta jako Xhevdet
- 1979: Mysafiri jako Bilo
- 1979: Ballë për ballë jako admirał rosyjski
- 1979: Balonat jako dyrektor szkoły
- 1980: Nusja jako ojciec narzeczonej
- 1980: Guri i besës jako hodowca koni
- 1988: Hetimi vazhdon jako dyrektor przedsiębiorstwa
- 1990: Vetmi jako Paskal
- 1998: Pas fasadës jako ojciec Iny